# Villa Sperlinga (Santa Flavia)
Villa Sperlinga (in siciliano Spillinga) è una villa nel comune di Santa Flavia, in provincia di Palermo, a 35 metri di altitudine.

## Storia
Il primo impianto della struttura nacque intorno alla Torre Spatafora, una robusta torre rusticana del XV secolo preposta alla difesa di fondi agricoli appartenenti alla famiglia Spatafora, baroni di Solanto dal 1415. Nel 1632, Carlo Maria Ventimiglia scrisse che la Torre Spatafora «con altre sue habitationi» formava una corte quadrangolare tuttora esistente.
La denominazione di Torre Sperlinga è documentata dalla metà del XVIII secolo e fa riferimento al matrimonio di Oliva Spatafora avvenuto nel 1652 - della cui dote faceva parte la torre e il feudo annesso - con Giovanni Stefano Oneto, nominato duca di Sperlinga dal re Carlo II di Spagna nel 1666.
Intorno al 1840 la villa divenne proprietà del cavaliere palermitano Natale De Stefano (famiglia di baroni del feudo di San Lorenzo presso Villafrati dal 1787) e di sua moglie Angela De Bourcard (nipote dello svizzero Emanuel Burckhardt, nel 1815 comandante generale delle truppe del Regno delle Due Sicilie sotto Ferdinando I), i cui figli furono Federico De Stefano e Gaetano De Stefano, quest'ultimo sposato con Dorotea Marino. Al 1840 risale la costruzione della Fiorera, un grande hortus conclusus cinto da mura in calcarenite intonacata. Probabilmente nel 1899 la torre e il complesso furono oggetto di un restyling architettonico caratterizzato da notevoli affinità con la Villa Igiea progettata dall'architetto Ernesto Basile; in una delle sale si trovano decorazioni parietali con le Quattro stagioni attribuite al pittore Onofrio Tomaselli.
Nel 1919 il barone Gaetano De Stefano, in pieno tracollo finanziario, si trovò a firmare il compromesso parziale e la vendita della baronia di Sperlinga che passò al cavaliere Pasquale Cuffaro, già assessore ai lavori pubblici del Comune di Bagheria dal 1909 al 1914, e a suo fratello Filippo. Il passaggio definitivo di proprietà avvenne nel 1931, allorché l'unica figlia del barone, Annamaria De Stefano, vendette ai Cuffaro gli ultimi settori e pertinenze del caseggiato.
Nella villa vissero i coniugi artisti Silvestre Cuffaro e Pina Calì.

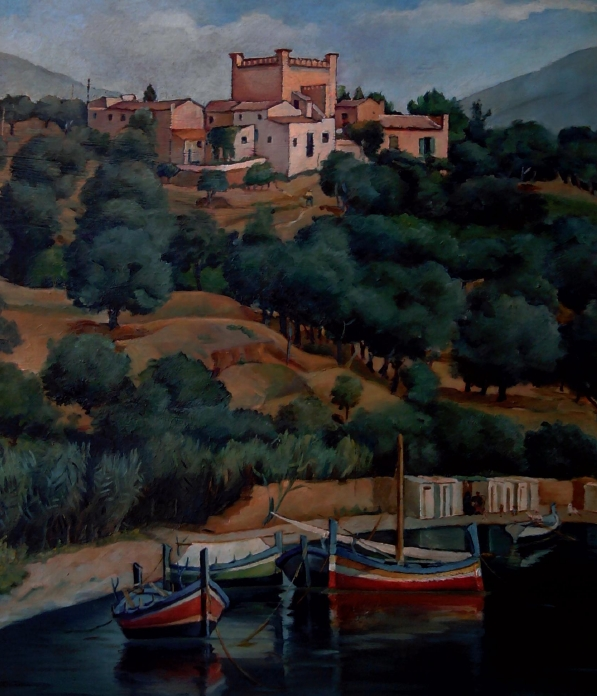
Pina Calì, Villa Sperlinga (1935 circa)

Negli anni immediatamente successivi alla guerra (1947), Villa Sperlinga fu scelta come luogo di riunione da parte del Movimento Indipendentista Siciliano con la diretta partecipazione della famiglia Cuffaro, dell'avvocato Antonino Di Matteo (nonno del futuro magistrato Nino Di Matteo), del conte Lucio Tasca e dell'onorevole Andrea Finocchiaro Aprile, suo fondatore.
La villa oggi è proprietà privata della famiglia Cuffaro e dei suoi discendenti.

## Luoghi d'interesse
- Giardino Cuffaro (metà del XIX secolo), con un raro esemplare pluricentenario di Beaucarnea recurvata insieme a Brugmansia arborea, Cycas revoluta, Jacaranda mimosifolia, Monstera deliciosa, Wisteria sinensis, Pittosporum tobira, Laurus nobilis, Chamaerops humilis, Strelitzia reginae e Jasminum grandiflorum.
- Fiorera (1840), grande hortus conclusus a planimetria quadrata confinante col giardino Cuffaro.
- Chiesetta dell'Immacolata (metà del XIX secolo), posta all'interno della corte di Villa Sperlinga.
- Torre Sperlinga, risalente al XV secolo e decorata in stile proto-liberty (fine del XIX secolo) sullo stile di Ernesto Basile. Di particolare interesse i pannelli sommitali in maiolica di Napoli e gli intonaci che simulano la calcarenite locale.La Torre e’ oggi proprietà privata della Famiglia Cuffaro-Galioto eredi del cav. Pasquale Cuffaro.
- Porto di Spagna, località marittima legata allo sbarco (1718) della flotta di Filippo V di Spagna che intendeva riconquistare la Sicilia dopo averla ceduta ai Savoia col Trattato di Utrecht nel 1713.